# Mulher-Maravilha 1984
Wonder Woman 1984 (estilizado como WW84; bra/prt: Mulher-Maravilha 1984) é um filme estadunidense de super-herói de 2020, baseado na personagem homônima da DC Comics e distribuído pela Warner Bros. Pictures. É a sequência de Wonder Woman de 2017, e o nono filme do Universo Estendido da DC. O filme foi dirigido por Patty Jenkins e roteirizado também por Jenkins e Dave Callaham. O elenco é composto por Gal Gadot, Chris Pine, Kristen Wiig, Pedro Pascal, Ewen Bremner, Connie Nielsen, Robin Wright, Gabriella Wilde, Kristoffer Polaha, Amr Waked, Natasha Rothwell e Ravi Patel. As filmagens começaram em 13 de junho de 2018, e o filme tem sua estreia para 25 de dezembro de 2020 nos Estados Unidos. Estreou no Brasil em 16 de dezembro de 2020.

## Sinopse
Avançando para 1984, a próxima aventura da Mulher-Maravilha a coloca frente a dois novos inimigos: Maxwell Lord e Mulher-Leopardo.

## Elenco
- Gal Gadot como Diana Prince / Mulher-Maravilha: Uma semideusa imortal, princesa amazona e guerreira. Diana é filha de Hipólita, a rainha amazona de Themyscira, e do rei dos deuses do Olimpo, Zeus.
- Chris Pine como Steve Trevor: Coronel do Serviço Aéreo do Exército dos Estados Unidos, piloto americano e o interesse amoroso de Diana, que presumivelmente morreu durante os eventos do primeiro filme.
- Kristen Wiig como Barbara Ann Minerva / Mulher-Leopardo: A arqui-inimiga de Diana e antagonista do filme; uma arqueóloga com os poderes de um guepardo.
- Pedro Pascal como Maxwell Lord: Um homem de negócios e empresário famoso por comerciais de TV.
- Robin Wright como Antíope: A irmã falecida de Hipólita, general do exército amazônico, e a tia de Diana. Ela aparecerá em flashbacks.
- Connie Nielsen como Hipólita: A rainha amazona de Themyscira e mãe de Diana.

Além disso, Gabriella Wilde, Kristoffer Polaha, Amr Waked, Natasha Rothwell e Ravi Patel foram escalados para papeis não revelados.

## Produção

### Desenvolvimento
Em 2010, a Warner Bros. afirmou que Mulher-Maravilha estava em desenvolvimento, assim como os filmes de heróis que serão baseados nos personagens de quadrinhos da DC Comics como o Flash e Aquaman. Com o lançamento de Man of Steel em junho de 2013, foi dito que tanto Mulher Maravilha quanto Aquaman ainda estavam nos planos da Warner. A chefe da DC Entertainment, Diane Nelson, disse que Mulher Maravilha "tem sido uma das três prioridades da DC e da Warner Bros. Ainda estamos tentando agora, mas ela é complicada [de adaptar]." Em 5 de outubro de 2013, o presidente da WB, Kevin Tsujihara, disse que queria levar a Mulher Maravilha para o cinema ou para a TV. Pouco depois, Paul Feig disse que havia sugerido ao estúdio uma ideia para Mulher Maravilha como um filme de ação e comédia. A Warner então começou a procurar diretoras para dirigir o filme; o estúdio tinha Kathryn Bigelow, Catherine Hardwicke, Mimi Leder, Karyn Kusama, Julie Taymor, Michelle MacLaren e Tricia Brook na lista de possíveis diretoras. Em novembro de 2014, Michelle MacLaren foi escolhida como diretora e também cuidaria do roteiro em parceria com outros escritores. Em dezembro, MacLaren disse que a Warner Bros ainda não havia dado o sinal verde oficial para a produção e que não havia nenhum roteiro ou data de lançamento. Ela eventualmente deixou a direção devido a diferenças criativas. Segundo o Badass Digest, MacLaren e o estúdio tiveram muitas discórdias – incluindo em que período o filme seria situado. Tendo uma visão bem particular do projeto, uma das ideias de MacLaren era de que Diana tivesse como companheiro um tigre místico falante.
Em abril de 2015, Patty Jenkins aceitou a oferta de dirigir Mulher Maravilha, com um roteiro de Allan Heinberg e uma história co-escrita por Heinberg & Zack Snyder e Jason Fuchs. E assim, ela vem dirigindo mais uma vez a sequência de seu filme.
O roteiro previsto será de uma consequência traga durante a segunda guerra mundial. Diana Prince terá que lidar com uma vilã inédita na indústria cinematográfica da DC Comics.

### Elenco
Em setembro de 2017, Gal Gadot foi confirmado para retornar como o personagem-título. Em 28 de fevereiro de 2018, foi relatado que Kristen Wiig estava conversando com o estúdio para interpretar a Mulher-Leopardo, a principal antagonista do filme, com a diretora Patty Jenkins confirmando seu elenco no próximo mês. Em 28 de março, Pedro Pascal, que interpretou Ed Indelicato no piloto da adaptação para a TV cancelada de 2011 da Mulher Maravilha, foi escalado para um papel não revelado, revelado mais tarde como Maxwell Lord. Em 13 de junho, Jenkins confirmou a adição de Chris Pine como Steve Trevor através do Twitter. Em 24 de julho de 2018, Natasha Rothwell foi anunciada para ser escalada em um papel não revelado. Alguns dias depois, em 27 de julho, Ravi Patel e Gabriella Wilde também se juntaram ao filme, com seus papéis sendo mantidos em sigilo também. No final de agosto, Connie Nielsen e Robin Wright foram confirmados para reprisar seus papéis como Hipólita e Antíope em uma sequência de flashback. Em novembro de 2018, Kristoffer Polaha revelou que ele tem um papel no filme.

### Filmagens
As filmagens começaram no dia 13 de junho de 2018 e terminaram no dia 23 de dezembro de 2018. O primeiro trailer do filme foi revelado na CCXP em 08 de Dezembro de 2019.

## Lançamento
Wonder Woman 1984 tem o lançamento previsto para 25 de dezembro de 2020 em 3D e IMAX, pela Warner Bros. Pictures. O filme teve seu lançamento mudado três vezes anteriormente, o filme era previsto para 13 de dezembro de 2019, foi antecipado para novembro, então adiado para 5 de junho de 2020 para evitar conflitos com Joker. A pandemia de COVID-19, que fecharia cinemas por um tempo indeterminado, forçou o adiamento final.